# RAIN (堂本剛のシングル)
『RAIN』（レイン）は、2009年9月9日リリースされた堂本剛の3枚目のシングル。堂本剛関連のソロシングルとしては、通算8作目。

## 解説
- 剛 紫名義でリリースした前作から約5か月を置いてのリリースであり、堂本剛名義としては2004年発売の『WAVER』以来約5年ぶり。
- この作品ではレーベル名が「MANDARA△T.D」としてリリースされている。なお、規格品番のジャンルコードは変更されていない。
- タイトル曲である「RAIN」は、初回限定盤（3曲目）にのみ収録されている。
- 「Sunday Morning」では、作詞・作曲・編曲と合わせてドラム・ベース・ギター・ピアノの演奏も自身で行っている（PVでは各楽器の演奏の模様が収録されている）。
- 「音楽を終わらせよう」「RAIN」「FUNK-SE○SSION」の3曲は、2009年4月から剛 紫名義で行われた「美我空 - ビガク 〜 my beautiful sky TOUR」のセッションにて生まれた楽曲であり、ライブ音源で収録されている。
- 堂本剛ソロシングル関連では、2作連続通算7作目のオリコンシングルチャート1位を獲得した（堂本剛名義では3作連続3作目）。また、自身が参加するシングルCDでの1位獲得作数は、本シングルで通算42作目。
- 「音楽を終わらせよう」と通常版にのみ収録されている「FUNK-SE○SSION」はどちらも12分を越す作品となっている。
- 全曲アルバム未収録である。
- 2020年7月15日より、「Sunday Morning」「音楽を終わらせよう」「RAIN」のダウンロードおよびストリーミング配信が開始された[6]。

## 収録曲

### 初回盤
1. Sunday Morning
作詞・作曲・編曲:堂本剛
2. 音楽を終わらせよう
作詞・作曲:堂本剛
3. RAIN
作詞・作曲・編曲:堂本剛

### 通常盤
1. Sunday Morning
作詞・作曲・編曲:堂本剛
2. 音楽を終わらせよう
作詞・作曲:堂本剛
3. FUNK-SE○SSION
作詞・作曲:堂本剛

## 参加アーティスト
- Sunday Morning
  - 堂本剛: Drums, Bass, Guitar, Acoustic Piano
  - 十川ともじ: Programming
  - Luis Valle: Trumpet
  - SASUKE: Trombone
  - かわ島崇文: Sax
- 音楽を終わらせよう
  - 堂本剛: Guitar
  - 名越由貴夫: Guitar
  - 竹内朋康: Guitar
  - 十川ともじ: Keyboards
  - スティーヴ エトウ: Percussion
  - ひぐちしょうこ: Drums
  - KenKen: Bass
  - SASUKE: Trombone
  - Tiger: Chorus
  - TAMA: Chorus
- RAIN
  - 堂本剛: Acoustic Piano
- FUNK-SE〇SSION
  - 堂本剛: Guitar
  - 名越由貴夫: Guitar
  - 竹内朋康: Guitar
  - 十川ともじ: Keyboards
  - スティーヴ エトウ: Percussion
  - ひぐちしょうこ: Drums
  - KenKen: Bass
  - Luis Valle: Trumpet
  - SASUKE: Trombone
  - かわ島崇文: Sax
  - Tiger: Chorus
  - TAMA: Chorus